# Гартфорд-Сіті (Західна Вірджинія)
Гартфорд-Сіті (англ. Hartford City) — місто (англ. town) в США, в окрузі Мейсон штату Західна Вірджинія. Населення — 503 особи (2020).

## Географія
Гартфорд-Сіті розташований за координатами 38°59′42″ пн. ш. 81°59′17″ зх. д. / 38.99500° пн. ш. 81.98806° зх. д. (38.994997, -81.988076).  За даними Бюро перепису населення США в 2010 році місто мало площу 3,21 км², з яких 3,20 км² — суходіл та 0,00 км² — водойми.

## Демографія
Згідно з переписом 2010 року, у місті мешкало 614 осіб у 253 домогосподарствах у складі 175 родин. Густота населення становила 191 особа/км².  Було 357 помешкань (111/км²).
Расовий склад населення:
| - 96,6 % — білих - 0,3 % — корінних американців - 0,3 % — азіатів - 0,2 % — чорних або афроамериканців |

До двох чи більше рас належало 2,6 %. Частка іспаномовних становила 0,2 % від усіх жителів.
За віковим діапазоном населення розподілялося таким чином: 22,3 % — особи молодші 18 років, 63,4 % — особи у віці 18—64 років, 14,3 % — особи у віці 65 років та старші. Медіана віку мешканця становила 39,5 року. На 100 осіб жіночої статі у місті припадало 102,0 чоловіків;  на 100 жінок у віці від 18 років та старших — 97,9 чоловіків також старших 18 років.
Середній дохід на одне домашнє господарство  становив 38 129 доларів США (медіана — 33 625), а середній дохід на одну сім'ю — 42 446 доларів (медіана — 36 691). За межею бідності перебувало 23,0 % осіб, у тому числі 41,9 % дітей у віці до 18 років та 12,9 % осіб у віці 65 років та старших.
Цивільне працевлаштоване населення становило 220 осіб. Основні галузі зайнятості: освіта, охорона здоров'я та соціальна допомога — 23,6 %, транспорт — 20,5 %, роздрібна торгівля — 13,6 %, науковці, спеціалісти, менеджери — 13,2 %.